# Pomacentrus aquilus
Pomacentrus aquilus är en fiskart som beskrevs av Allen och Randall, 1980. Pomacentrus aquilus ingår i släktet Pomacentrus och familjen Pomacentridae. Inga underarter finns listade i Catalogue of Life.